# Isaac Hayes
Isaac Hayes (Covington, Tennessee; 20 de agosto de 1942-Memphis, Tennessee; 10 de agosto de 2008) fue un compositor, cantante, actor y productor estadounidense. Fue uno de los creadores del sello sureño de música soul Stax Records, donde trabajó como compositor, músico de sesión y productor de discos, haciendo equipo con su compañero David Porter durante los años 1960. Hayes y Porter, junto con Bill Withers, the Sherman Brothers, Steve Cropper y John Fogerty fueron inducidos en el Salón de la Fama de los Compositores en el año 2005 en reconocimiento a las canciones escritas por ellos, así como el dúo Sam & Dave, Carla Thomas y otros. En 2002 Hayes fue incorporado al Salón de la Fama del Rock and Roll.
La canción "Soul Man", escrita por Hayes y Porter y primero interpretada por Sam & Dave, ha sido reconocida como una de las canciones más influyentes en los pasados 50 años por el Salón de la Fama de los Grammy. También ha sido honrada por Salón de la Fama del Rock and Roll, por la revista Rolling Stone y por la Asociación Estadounidense de Grabación (RIAA) como una de las canciones del siglo. Durante los finales de los años 1960, Hayes también inició una carrera como cantante. Tuvo éxito en álbumes de soul como Hot Buttered Soul (1969) y Black Moses (1971).
Fue conocido también por su música para la película Shaft (1971). Por el tema principal de la película fue premiado con el Premio Óscar a la mejor canción original en 1972. Fue el tercer afroamericano, después de Sidney Poitier y Hattie McDaniel, en ganar un premio de la Academia en un campo muy competido. También ganó dos Premios Grammy ese mismo año, y más tarde recibiría su tercer Grammy por la música de su álbum Black Moses.
Su voz clara, sus largos desarrollos instrumentales y sus versiones de éxitos y clásicos le hicieron catalizador de la explosión de una nueva forma de entender el soul en los años 60; autor de himnos como «Soul Man», inventor del soul sinfónico con Hot Buttered Soul (1969) y primer afroamericano en recibir un Óscar a la mejor banda sonora por la película Shaft (1971), que inauguraba el subgénero de la blaxploitation.
Fue seguidor de la escuela del sonido Memphis, allá por los años 70, y uno de los primeros en adentrarse en el mundo de la palabra hablada o rap.
Isaac Hayes participó en el famoso festival de Wattstax en 1972, gran concierto de música de los artistas afroamericanos más destacados en aquella época, concierto realizado en el Coliseo de Los Ángeles en agosto de 1972. Ese festival tuvo una gran importancia dentro de la historia de la música soul, ya que estuvieron presentes otros destacados artistas de aquella época como Rufus Thomas, entre otros. El festival fue considerado como el Woodstock de los afroamericanos. Isaac Hayes interpretó con su banda el tema de la película Shaft y la ovación fue grande.

## Primeros años
Isaac Lee Hayes Jr. nació en Covington, Tennessee,  el segundo hijo de Eula (de soltera Wade) e Isaac Hayes Sr. Después de que su madre muriera joven y su padre abandonara a su familia, fue criado por sus abuelos maternos, Sr. y Sra. Willie Wade Sr. Hijo de una familia de aparceros, creció trabajando en granjas en los condados de Tennessee de Shelby y Tipton. A los cinco años, Hayes comenzó a cantar en su iglesia local. Aprendió por sí mismo a tocar el piano, el órgano Hammond, la flauta y el saxofón.
Hayes abandonó la escuela secundaria, pero sus antiguos maestros en Manassas High School en Memphis lo alentaron a completar su diploma, lo que hizo a los 21 años. Después de graduarse de la escuela secundaria, a Hayes se le ofrecieron varias becas de música de colegios y universidades. Los rechazó a todos para mantener a su familia inmediata, trabajando en una planta empacadora de carne en Memphis durante el día y tocando en clubes nocturnos y juke joints varias noches a la semana en Memphis y cerca del norte de Misisipi. Sus primeros conciertos profesionales, a fines de la década de 1950s, fueron como cantante en Curry's Club en el norte de Memphis, respaldado por la banda de la casa de Ben Branch.

## South Park
Isaac Hayes interpretó al personaje de Chef de la serie de dibujos estadounidense South Park, en la novena temporada no dejó la serie por diferencias, según su hijo, Isaac Hayes III, su padre fue incapaz de hablar o tomar decisiones luego de sufrir un derrame cerebral, por lo que no estaba en condiciones de renunciar a nada, y en realidad fue alguien dentro de su círculo de Cienciología quien tomó esa decisión y dejar el show por él. Cabe destacar que curiosamente Barry White (1944-2003), otro destacado músico estadounidense, fue la inspiración para crear el personaje de Chef de South Park. 
El 20 de marzo de 2006, Roger Friedman de Fox News informó que Hayes había sufrido un accidente cerebrovascular menor en enero. La portavoz de Hayes, Amy Harnell, negó esto, pero el 26 de octubre de 2006, el propio Hayes confirmó que había sufrido un derrame cerebral.

## Muerte
Hayes fue encontrado inconsciente en su casa ubicada justo al este de Memphis, el 10 de agosto de 2008, diez días antes de cumplir 66 años, según informó el Departamento del Sheriff del condado de Shelby, Tennessee. El personal de policía del condado y una ambulancia del Metro Rural Hospital acudieron a su casa después de que tres miembros de la familia lo encontraron inconsciente en el suelo junto a una cinta de correr que todavía estaba en funcionamiento. Hayes fue llevado al Hospital Baptist Memorial en Memphis, donde fue declarado muerto a las 2:08 p. m. La causa de la muerte no estuvo clara de inmediato, aunque los médicos forenses revelaron posteriormente que un ictus fue la causa de su fallecimiento.

## Discografía
- 1968: Presenting Isaac Hayes
- 1969: Hot Buttered Soul
- 1970: The Isaac Hayes Movement
- 1970: ...To Be Continued
- 1971: Black Moses
- 1971: Shaft BSO
- 1972: Wattstax — The Living World
- 1973: Joy
- 1973: Live at the Sahara Tahoe
- 1974: Tough Guys BSO
- 1974: Truck Turner BSO
- 1975: Chocolate Chip
- 1975: The Best of Isaac Hayes
- 1975: Disco Connection
- 1976: Groove-A-Thon
- 1976: Juicy Fruit (Disco Freak)
- 1977: A Man and a Woman (Live album con Dionne Warwick)
- 1977: New Horizon
- 1978: For the Sake of Love
- 1978: Hotbed
- 1979: Don't Let Go
- 1979: Royal Rappin's (con Millie Jackson)
- 1980: And Once Again
- 1981: Lifetime Thing
- 1982: Greatest Hit Singles
- 1986: U-Turn
- 1986: The Best of Isaac Hayes - Volume 1
- 1986: The Best of Isaac Hayes - Volume 2
- 1988: Isaac's Moods - The Best of Isaac Hayes
- 1988: Love Attack
- 1993: Double Feature - Three Tough Guys & Truck Turner
- 1994: Wonderful
- 1995: Branded
- 1995: Raw And Refined
- 1996: The Best of the Polydor Years
- 1998: The Best of Isaac Hayes
- 2000: Ultimate Collection
- 2000: Best of Isaac Hayes XL
- 2000: Out of the Ghetto - The Polydor Years
- 2001: The Man! - The Ultimate Isaac Hayes 1969-1977
- 2003: At Wattstax
- 2003: Instrumentals
- 2005: Ultimate Isaac Hayes - Can You Dig It?
- 2007: The Very Best of Isaac Hayes
- 2007: Forever Isaac Hayes
- 2009: Sings For Lovers
- 2017: Stax Classics
- 2017: The Spirit Of Memphis 1962-1976
- 2024: Hot Buttered Singles 1969-1972
- 2025: Hot Buttered Singles Volume 2 1972-1976
- 2025: The Best of Isaac Hayes

## Filmografía
- 1973: Wattstax
- 1973: Save The Children
- 1974: Truck Turner
- 1974: Three Tough Guys
- 1975: It Seemed Like A Good Idea At The Time
- 1981: 1997, Rescate en Nueva York
- 1986: Culpable por inocente
- 1987: Dead Aim
- 1987: Counterforce
- 1988: I'm Gonna Git You Sucka
- 1991: Fuego, nieve y dinamita
- 1991: Principal objetivo
- 1991: La silla de la muerte
- 1992: Final Judgement
- 1993: Posse
- 1993: Juego mortal
- 1993: Celdas bloque 4
- 1993: Acting on Impulse
- 1993: Las locas, locas aventuras de Robin Hood
- 1994: Oblivion
- 1994: Te puede pasar a ti
- 1995: Johnny Mnemonic
- 1996: Oblivion 2: Backlash
- 1996: Once Upon A Time...When We Were Colored
- 1996: Flipper
- 1996: Illtown
- 1997: Uncle Sam
- 1997: Woo
- 1998: Blues Brothers 2000
- 1999: Ninth Street
- 1999: Six Ways To Sunday
- 1999: South Park, la película
- 2000: Operación Reno (Reindeer Games)
- 2000: Shaft: The Return
- 2001: Dr. Dolittle 2
- 2002: Only the Strong Survive
- 2002: A Man Called Rage
- 2005: Hustle & Flow
- 2007: Gossip Girl
- 2008: Soul Men
- 2008: Kill Switch

## Premios y distinciones
Premios Óscar
| Año  | Categoría                             | Película | Resultado |
| ---- | ------------------------------------- | -------- | --------- |
| 1972 | Mejor banda sonora dramática original | Shaft    | Nominado  |
| 1972 | Mejor canción original                | Shaft    | Ganador   |

Globos de Oro
| Año  | Categoría                                | Película | Resultado |
| ---- | ---------------------------------------- | -------- | --------- |
| 1971 | Globo de Oro a la mejor banda sonora     | Shaft    | Ganador   |
| 1971 | Globo de Oro a la mejor canción original | Shaft    | Candidato |